# Ghetto Mafia
O Ghetto Mafia é um grupo americano de hip hop de Decatur, Georgia, Estados Unidos, composto por Nino e Wicked. Formado em 1993, o Ghetto Mafia assinou contrato com a gravadora local de hip hop, Ichiban Records, que então lançou seu primeiro álbum, Draw the Line em 26 de abril de 1994. O grupo então lançou Full Blooded Niggaz de 1995 pela Triad Records antes de ingressar na Fully Loaded Records em 1996. Com Fully Loaded, Ghetto Mafia lançou Straight from the Dec de 1997 e seu álbum de maior sucesso até agora, On da Grind de 1998, que alcançou a posição 169 na Billboard 200. Após um hiato de sete anos, eles lançaram Da Return... of Ghetto Mafia em 2005. Em 2016, Ghetto Mafia voltou com um novo single, "Elephant in the Room".

## Discografia
| Ano  | Título                                                                                        | Posições no gráfico | Posições no gráfico |
| Ano  | Título                                                                                        | NÓS                 | R&B dos EUA         |
| ---- | --------------------------------------------------------------------------------------------- | ------------------- | ------------------- |
| 1994 | Desenhe a linha - Lançado: 26 de abril de 1994 - Marca: Ichiban                               | –                   | 79                  |
| 1995 | Negros de Sangue Completo - Lançado: 10 de outubro de 1995 - Marcador: Tríade                 | –                   | 45                  |
| 1997 | Diretamente de dezembro - Lançado: 22 de abril de 1997 - Rótulo: Totalmente Carregado         | –                   | 49                  |
| 1998 | On da Grind - Lançado: 20 de outubro de 1998 - Rótulo: Totalmente Carregado                   | 169                 | 34                  |
| 2005 | Da Retorno de. . máfia do gueto - Lançado: 22 de fevereiro de 2005 - Etiqueta: Downsouth Ent. | –                   | –                   |